# Семпл
Семпл, сэмпл (англ. sample [ˈsɑ:mpəl] — «образец») — относительно небольшой оцифрованный звуковой фрагмент. В качестве семпла чаще выступает звук акустического инструмента (например, рояля Steinway, литавр, флейты и тому подобных), но также и звуки электромузыкальных инструментов (например, родес-пиано). Электронный музыкальный инструмент, в основе которого лежат семплы (во многих случаях с последующей обработкой огибающей и дополнительными звуковыми эффектами), называется семплером (сэмплером).

## Техническое описание
Семпл — N-байтовый элемент массива в текущем представлении данных. Аналоговый сигнал, предварительно дискретизированный в цифровой формат, может представлять собой элемент: изображение в компьютерной графике (RGB), радиолокационное изображение (GEOTIFF), синтезируемая волна (WAV).
Семплы — это существенная часть модулей. Хорошие семплы определяют различие между нормальным и отличным модулем. Так как выбор и использование качественных семплов — важный раздел в записи любого трека/модуля, приходится уделять большое внимание выбору семплов.
Важны две характеристики семплов: разрешение, то есть число битов, и частота дискретизации (семплирования). Число битов семпла определяет его способность описывать уровни огибающей сигнала, большое число битов позволяет воспроизводить оцифрованный звук более качественно и точно. Частота семплирования напрямую связана с наивысшей частотой, которая может быть воспроизведена семплом. Например, семпл с частотой дискретизации 40 кГц может воспроизвести звук с частотами до 20 кГц. Это означает, что низкий коэффициент семплирования может быть использован для оцифровки басов, низкочастотных звуков, в то время как для воспроизведения высокочастотных звуковых сигналов (тарелки, хэт, фортепиано) требуется высокая частота семплирования. Разрешение (число битов), и частота дискретизации (семплирования) определяют качество семпла.
Другой аспект модуля/трека — это максимальный размер семпла, который нужно использовать в треке. В настоящее время некоторые редакторы и трекеры поддерживают от минимальных 64 Кб до виртуально неограниченного размера семпла. Из основных характеристик трекеров можно увидеть, что в большинстве случаев они имеют ограничения на размер семпла, а не тип модулей, в которые могут сохранять данные. Существует один из приёмов, решающих проблему невозможности использовать семпл большой длины — это loop (петли). Хорошо размещённая петля на семпле может использоваться для увеличения времени звучания семпла. Если границы loop-области отмечены аккуратно, то место склейки практически незаметно. Часто можно применять эффект sustain.
Формат семплов является одной из наименее понимаемых областей работы с модулями, особенно SAM и SMP. Стоит заметить, что расширение файла легко можно изменить в любой операционной системе, поэтому оно не может служить идентификатором типа семпла, поэтому тип семплов нужно определять по сигнатуре в заголовке семпла внутри файла, но это не всегда возможно. SAM и SMP не имеют заголовка. В них размещаются только звуковые данные. Используя звуковые данные, трекер декодирует их в 8-битные знаковые данные семпла. Обычно тон семпла и информация о loop-границах сохраняется в модуле. Единственная возможность обмениваться семплами с loop-установками и определённой частотой дискретизации — это сохранять их в модуле и обмениваться модулями.

## Прикладные программы
Программы, с помощью которых создается музыка из семплов: Ableton Live, Cubase, Logic Pro, FL Studio, Sony Acid, Pro Tools, LMMS и другие.

## Художественное применение
В конце 1970-х годов был создан цифровой музыкальный инструмент, в котором реализован принципиально иной подход к синтезу музыки, получивший название sampling. Буквально это слово означает отбор образцов. Синтезаторы, в которых воплощён такой принцип, называются семплерами, а образцы звучания — семплами. Процесс записи семплов принято называть оцифровкой или семплированием.
Метод воспроизведения семплов позволяет добиться высокой реалистичности. Причина заключается в том, что устройства воспроизведения семплов имеют дело с акустическими и синтетическими звуками реальных музыкальных инструментов. Когда устройство воспроизведения семплов получает сообщение Note On, то вместо того, чтобы создавать звук, оно воспроизводит цифровой семпл, который может содержать любой реальный звук — от фортепиано до волчьего воя, звук любого синтезатора или драм-машины.
С семплами можно делать всё, что угодно. Можно оставить их такими, как есть, и семплер будет звучать голосами, почти неотличимыми от голосов инструментов-первоисточников. Можно подвергнуть семплы модуляции, фильтрации, воздействию эффектов и получить самые фантастические, неземные звуки.
Отличие семплов от обычных записей состоит в том, что их длина незначительна (хотя не всегда). К тому же, фактически существует несколько видов семплов: разовые семплы (one-shot samples), которые обычно используются для создания звуковых эффектов или ударных звуков и воспроизводятся один раз от начала до конца, цикличность отсутствует, и циклические семплы (loop samples), также называемые семплерными петлями или лупами (loops), — они имитируют целые инструментальные партии, например, четыре такта партии ударных инструментов.
На данный момент, благодаря широкому распространению программных устройств воспроизведения семплов, появилась возможность создавать полноценные музыкальные произведения путём соединения циклических семплов, при этом ничего более не требуется.